# Veton Berisha
Veton Berisha (Egersund, 13 de abril de 1994) es un futbolista noruego que juega en la demarcación de delantero para el Viking FK de la Eliteserien. Es hermano del también futbolista Valon Berisha.

## Selección nacional
Tras jugar con la selección de fútbol sub-15 de Noruega, la sub-16, la sub-17, la sub-18, la sub-19 y la sub-21, finalmente hizo su debut con la selección absoluta el 29 de mayo de 2016 en un partido amistoso contra Portugal que finalizó con un resultado de 3-0 a favor del combinado portugués tras los goles de Ricardo Quaresma, Raphaël Guerreiro y Éder.

### Goles internacionales
| # | Fecha              | Estadio                                 | Oponente | Gol | Resultado | Competición |
| - | ------------------ | --------------------------------------- | -------- | --- | --------- | ----------- |
| 1 | 5 de junio de 2016 | Estadio Rey Balduino, Bruselas, Bélgica | Bélgica  | 1-2 | 3-2       | Amistoso    |

## Clubes
| Club                 | País     | Año       | Partidos | Goles |
| -------------------- | -------- | --------- | -------- | ----- |
| Egersunds IK         | Noruega  | 2009-2010 | 30       | 4     |
| Viking FK            | Noruega  | 2010-2015 | 94       | 24    |
| SpVgg Greuther Fürth | Alemania | 2015-2017 | 68       | 12    |
| SK Rapid Viena       | Austria  | 2017-2019 | 58       | 9     |
| SK Brann             | Noruega  | 2019      | 30       | 4     |
| Viking FK            | Noruega  | 2020-2022 | 75       | 51    |
| Hammarby IF          | Suecia   | 2022-2023 | 15       | 4     |
| Molde FK             | Noruega  | 2023-2025 | 58       | 15    |
| Viking FK            | Noruega  | 2025-     |          |       |

## Palmarés

### Títulos nacionales
| Título          | Club     | País    | Año  |
| --------------- | -------- | ------- | ---- |
| Copa de Noruega | Molde FK | Noruega | 2023 |